# شهر یتینگه
شهر یتینگه (به سوئدی: Getinge) یک سکونتگاه مسکونی در سوئد است که در شهر هالمستاد واقع شده‌است.

## خصوصیات
شهر یتینگه ۲٫۱۸ کیلومترمربع مساحت و ۱٬۸۴۳ نفر جمعیت دارد.